# Goljīk
Goljīk (persiska: گلجيک) är en ort i Iran.   Den ligger i provinsen Zanjan, i den nordvästra delen av landet, 300 km väster om huvudstaden Teheran. Goljīk ligger 1 990 meter över havet och antalet invånare är 105.
Terrängen runt Goljīk är kuperad. Runt Goljīk är det ganska glesbefolkat, med 47 invånare per kvadratkilometer. Närmaste större samhälle är Gol Tappeh, 10,8 km söder om Goljīk. Trakten runt Goljīk består i huvudsak av gräsmarker.